# Flying Lotus
Steven Ellison, meglio conosciuto come Flying Lotus (ma spesso nominato FlyLo dai fan e dalla critica) (Los Angeles, 7 ottobre 1983), è un musicista, rapper e regista statunitense.
Flying Lotus ha pubblicato cinque album destinati ad accrescere la stima da parte della critica musicale nel musicista. Ha prodotto molta musica adoperata nei blocchi di programmazione degli Adult Swim di Cartoon Network. Ha realizzato inoltre numerosi remix di brani di musicisti dell'etichetta discografica Plug Research quali Mia Doi Todd.
La musica di Flyng Lotus è un hip hop sperimentale caratterizzato da ritmi che cambiano costantemente nel tempo e dalle atmosfere cinematiche. Viene anche considerato da alcuni un artista wonky.
Flying Lotus è anche un regista, ha diretto il film Kuso.

## Carriera musicale
Nel 2006, mentre era a casa di sua madre, Ellison ha visto una pubblicità sul blocco di programmazione Adult Swim di Cartoon Network che chiedeva l'invio di canzoni. Decise di mandarne alcune sotto il nome di Flying Lotus (un soprannome ispirato ai sogni lucidi) e fu accettato. All'epoca, Ellison lavorava come tirocinante presso l'etichetta pionieristica hip hop Stones Throw Records. Il 3 ottobre 2006 ha pubblicato il suo album di debutto in studio 1983, partecipando successivamente all'annuale Red Bull Music Academy che si è svolto a Melbourne, in Australia. Nel 2007, ha annunciato alla Titan Radio della CSU-Fullerton di aver firmato con la Warp Records.
Nel 2007 Flying Lotus firmò un contratto con la Warp Records. Dopo la pubblicazione di Reset nel 2007, un EP di sei tracce, Ellison divenne presto una pietra d'angolo dell'etichetta Warp Records e pubblicò il suo secondo album in studio, Los Angeles, a giugno nel 2008. Durante lo stesso anno Flying Lotus realizzò il remix di Reckoner, una canzone tratta dall'album In Rainbows dei Radiohead.
Il suo terzo album, Cosmogramma, venne pubblicato il 3 maggio del 2010 nel Regno Unito, e il 4 maggio Negli Stati Uniti.
A gennaio nel 2011, grazie a Cosmogramma, Flying Lotus venne premiato dalla Independent Music Awards.
Nel 2010, Flying Lotus collaborò con l'Ann Arbor Film Festival realizzando durante un'esibizione la colonna sonora di un film sperimentale risalente al 1962, Heaven And Earth Magic. Durante un'intervista con il pubblico presente all'evento, il musicista dichiarò di essere incerto all'idea di pubblicare la registrazione dell'esibizione (o un rifacimento di essa), ma dichiarò che sarebbe stato entusiasta di ripetere progetti simili in futuro. Ellison venne scelto nel 2011 dal gruppo musicale dei Battles per organizzare con essi il festival di ATP Nightmare Before Christmas a dicembre nel 2011.
A gennaio del 2011 Flying Lotus venne premiato nuovamente dall'Independent Music Awards per il video del suo brano HmmHmm. Flying Lotus collaborerà con la musicista Erykah Badu nel prossimo album della cantante. Flying Lotus ha anche
preannunciato un progetto multimediale con il regista Miwa Matreyek intitolato The Mapping Of Countries Yet To Come. È stata fatta correre voce, nel 2011, che Flying Lotus avrebbe realizzato un remix dell'intero album The King of Limbs dei Radiohead.
Nel 2012, Ellison iniziò una carriera da rapper con il nome d'arte Captain Murphy. Ellison mantenne segreta la vera identità di Captain Murphy per molti mesi, fino a quando la rivelò molte settimane dopo la pubblicazione del suo mixtape rap Duality.

## Vita privata
È il pronipote della defunta pianista jazz Alice Coltrane e del suo marito John. È, inoltre, cugino del musicista Ravi Coltrane nonché nipote della cantante e cantautrice Marilin McLeod, nota per aver scritto Love Hangover di Diana Ross e I Get High (On Your Memory) di Freda Payne.

## Discografia

### Album in studio
- 2006 – 1983
- 2008 – Los Angeles
- 2010 – Cosmogramma
- 2012 – Until the Quiet Comes
- 2014 – You're Dead!
- 2019 – Flamagra
- 2021 – Yasuke

### EP
- 2007 - Reset
- 2008 - L.A. EP 1 X 3
- 2008 - Shhh!
- 2008 - L.A. EP 2 X 3
- 2009 - L.A. EP 3 X 3
- 2010 - Pattern+Grid World
- 2011 - Cosmogramma Alt Takes
- 2019 - Presents INFINITY "Infinitum" - Maida Vale Session TX: 19/08/10
- 2023 - Flying Objects (con Smoke DZA)
- 2024 - Spirit Box

### Mixtape
- 2012 - Duality (Captain Murphy)

### Singoli
- Pink Sun EP (12", EP) My Room Is White (Flying Lotus Remix)
- Cool Out (12") Lost (Flying Lotus Remix)
- Dive EP (12", EP) Blank Blue (Flying Lotus Remix)
- Get Dirty EP (12", EP) Game Over (Flying Lotus Remix)
- Natural Selection (Flying Lotus' Cleanse Mix) / Vancouver (2562's Puur Natuur Dub) (12")
- Woebegone (CD, Single, Promo) Woebegone (Flying Lotus Remix)